# Duodenitis
La duodenitis es el proceso inflamatorio de diversa etiología que ocurre a nivel del duodeno, primera porción del intestino delgado. Puede ser de tipo aguda o crónica según el tiempo de evolución.

## Causas
- Infección bacteriana: Helicobacter pylori
- Infección viral: VIH
- AINE
- Parásitos: Giardiasis

## Síntomas
- Dolor abdominal
- Náusea
- Vómito
- Hinchazón
- Falta de apetito

## Diagnóstico
Se basa en una endoscopía digestiva alta con su respectiva biopsia.

## Tratamiento
El tratamiento irá orientado dependiendo de la causa subyacente, por ejemplo, en el caso por infección con Helicobacter pylori se realiza un tratamiento de erradicación basado en macrólidos y omeprazol.
- Datos: Q1266418
- Multimedia: Duodenitis / Q1266418